# Himalosphodrus
Himalosphodrus is een geslacht van kevers uit de familie van de loopkevers (Carabidae). De wetenschappelijke naam van het geslacht is voor het eerst geldig gepubliceerd in 1988 door Casale.

## Soorten
Het geslacht Himalosphodrus is monotypisch en omvat slechts de volgende soort:
- Himalosphodrus cnesipus Andrewes, 1937